# Vendelín (Štáblovice)
Vendelín (německy Vendelin) je osada, základní sídelní jednotka, obce Štáblovice, nachází se v okrese Opava v Moravskoslezském kraji, 4 km západně od Hradce nad Moravicí. V roce 2021 zde žilo 16 obyvatel.

## Pamětihodnosti
- Kaple – postavena 1910
- Naleziště bludných balvanů v okolí obce – pozůstatek čtvrtohorního zalednění

## Galerie

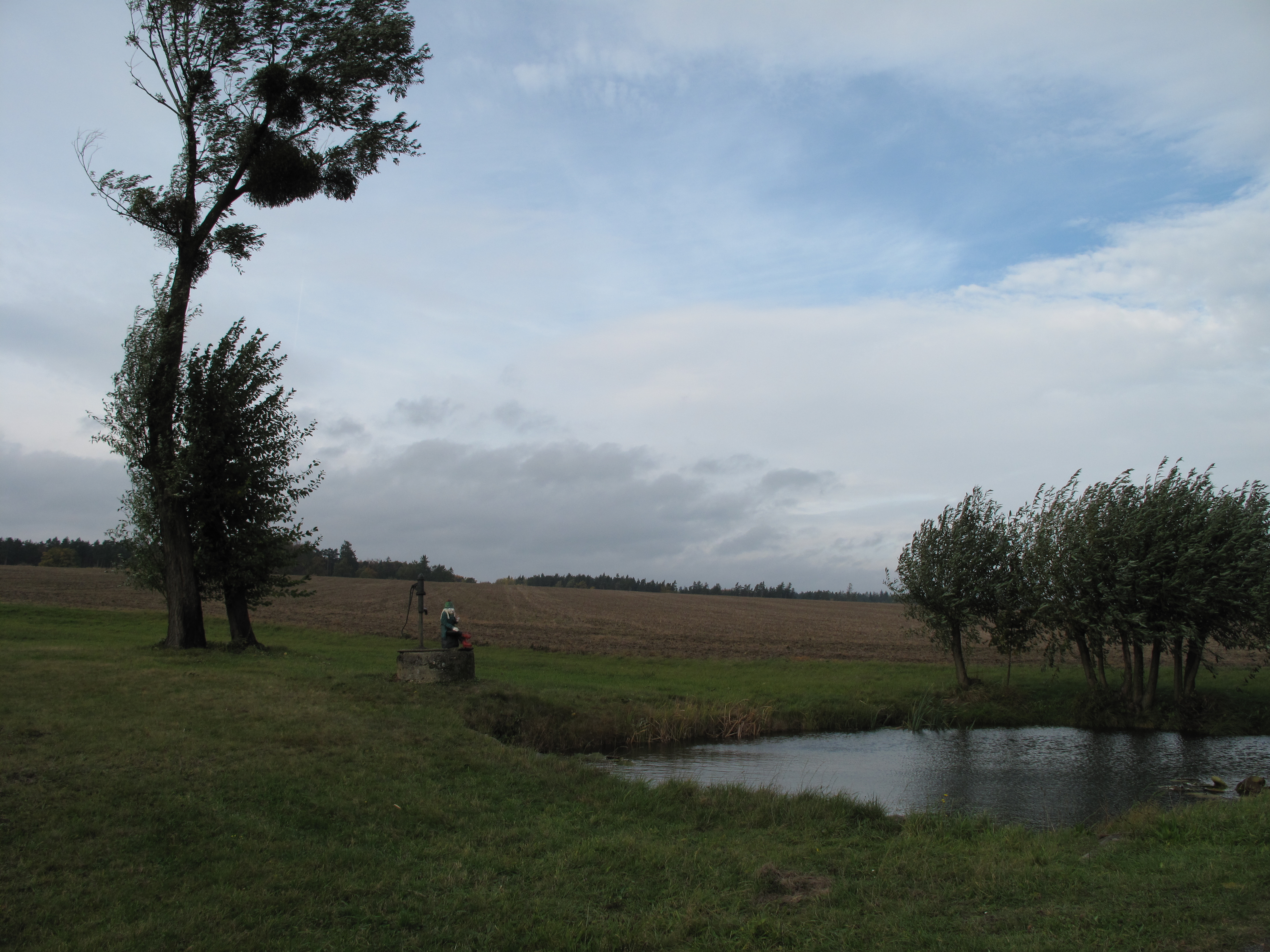
Rybník s vodníkem
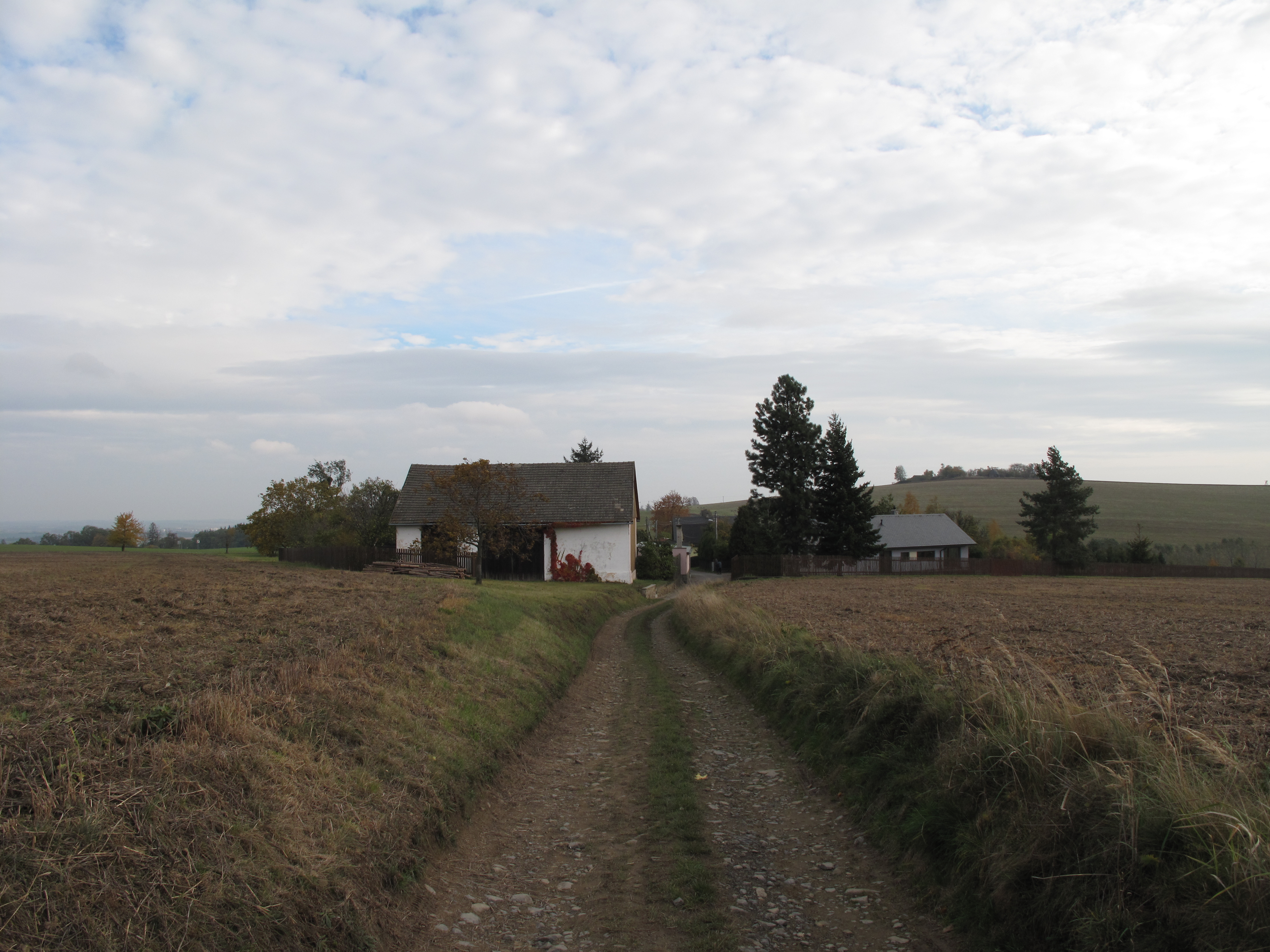
Pohled z pole
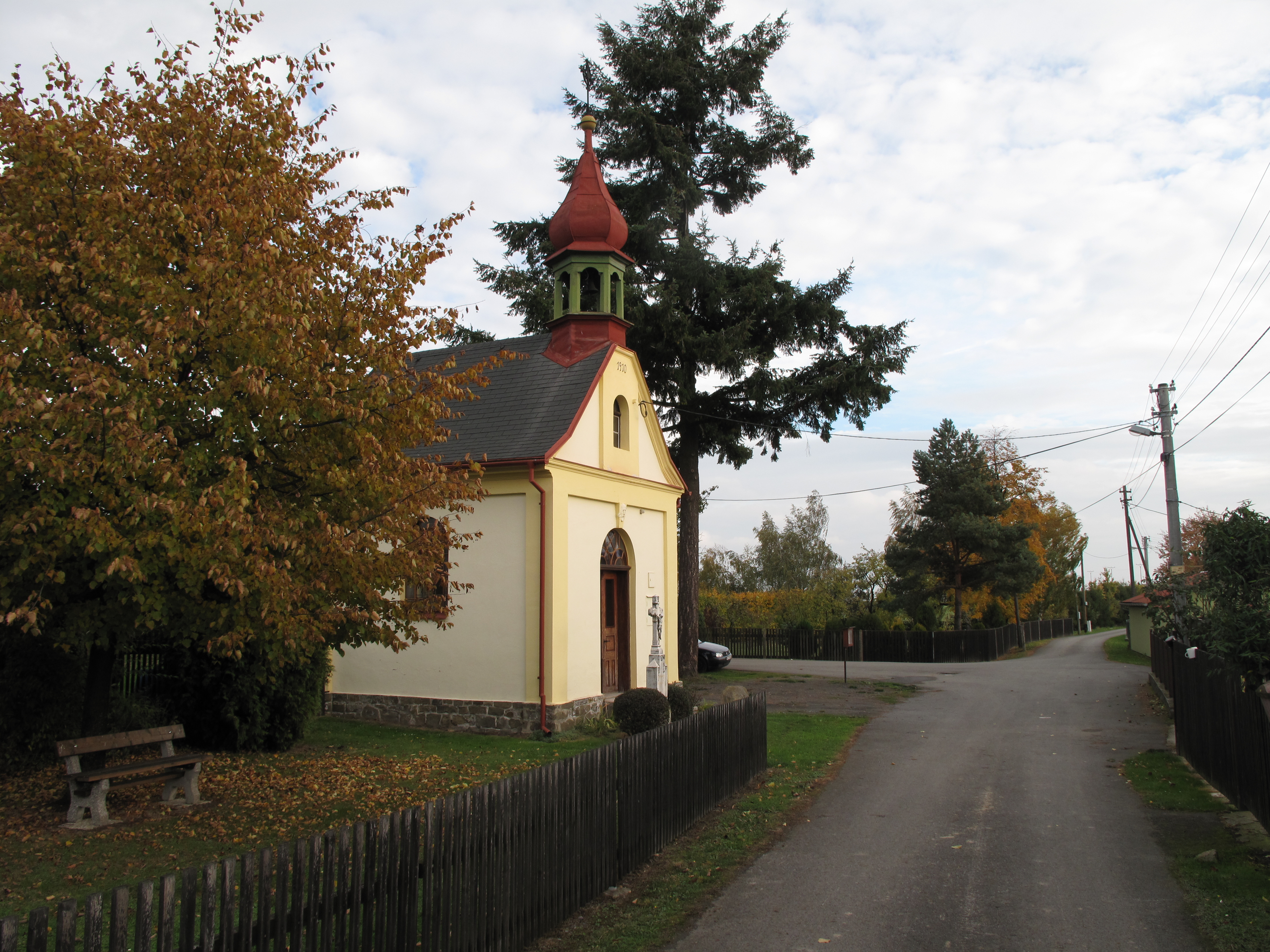
Náves